# Tibouchina granulosa
Tibouchina granulosa är en tvåhjärtbladig växtart som först beskrevs av Louis Auguste Joseph Desrousseaux, och fick sitt nu gällande namn av Célestin Alfred Cogniaux. Tibouchina granulosa ingår i släktet Tibouchina och familjen Melastomataceae. Inga underarter finns listade i Catalogue of Life.

## Bildgalleri

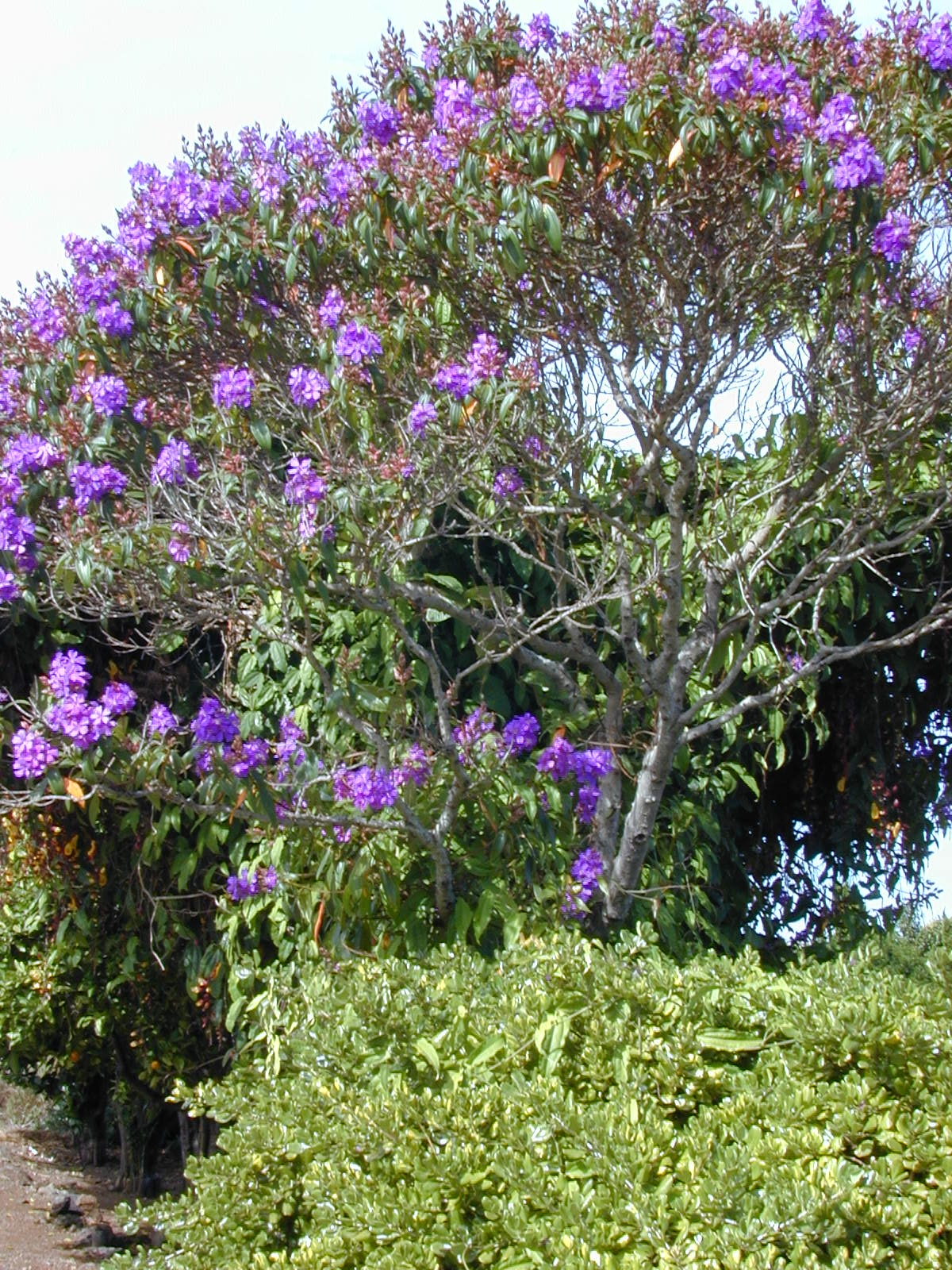
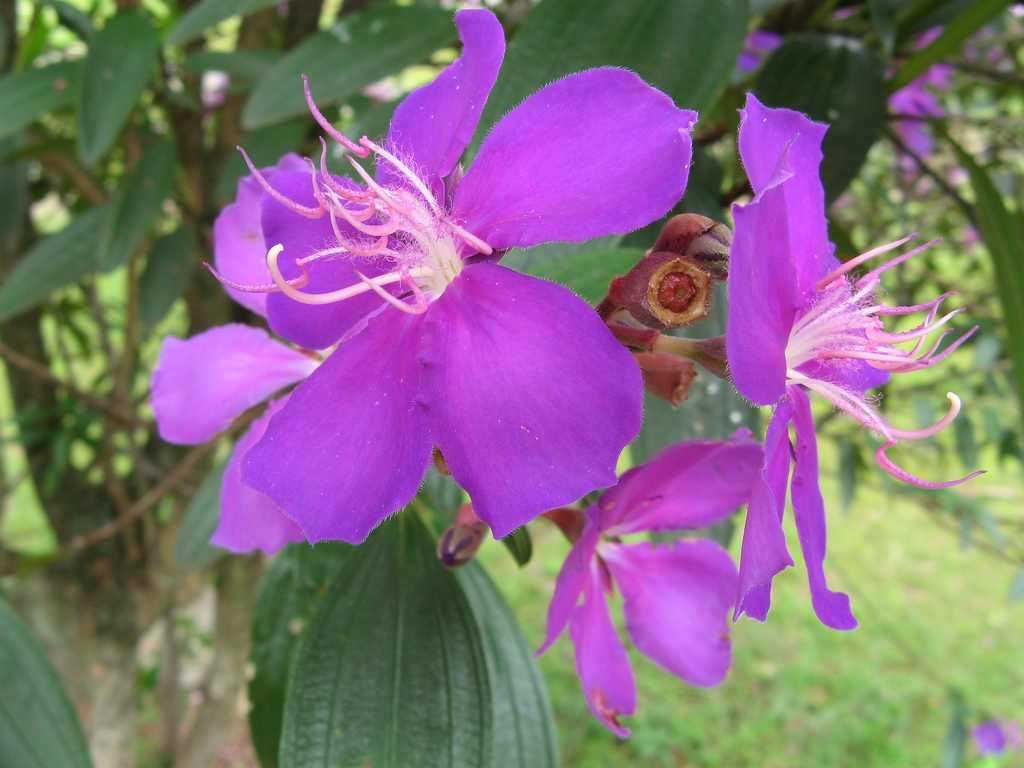
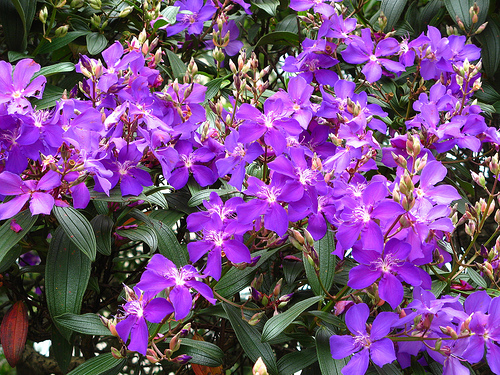